# Vozovna Žižkov

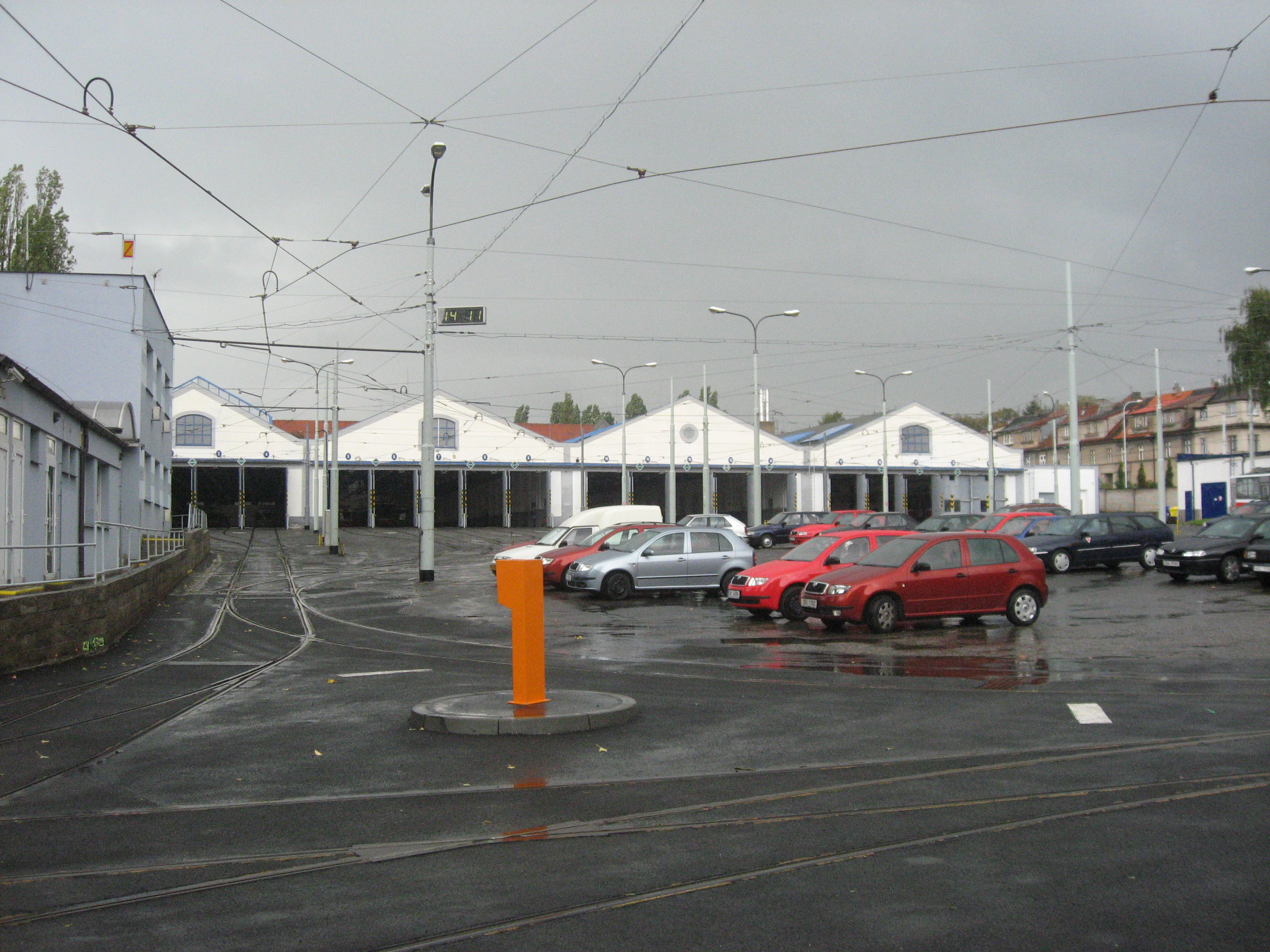
Vozovna Žižkov

Vozovna Žižkov je jedna z osmi dnes funkčních tramvajových vozoven provozovaných Dopravním podnikem hlavního města Prahy, po vozovně Strašnice a muzejní vozovně Střešovice třetí nejstarší v provozu.

## Historie a dnešní využití
Vozovna Žižkov zahájila provoz 28. dubna 1912 a byla určena pro 90 motorových vozů, tehdy měla tři lodě po pěti kolejích. Roku 1925 byla uvedena do provozu čtvrtá, delší loď se čtyřmi kolejemi a v roce následujícím byly původní lodě prodlouženy na délku čtvrté. Roku 1927 bylo přestavěno kolejiště vozovny, rekonstrukce budovy samotné proběhla v roce 1961. Od roku 1993 je ve vozovně umístěn mycí stroj. Jako jediná (poslední, takový kruh byl do roku 2009 i v Kobylisích) pražská vozovna má na svém dvoře kolejový kruh.
U vozovny se nachází bloková smyčka Vozovna Žižkov a tramvajová zastávka Vozovna Žižkov, které nesly do 1. září 2012 jméno Vápenka.
K 28. květnu 2023 bylo do vozovny přiděleno 66 vozů Tatra T3R.P v různých modifikacích, 30 tramvají Škoda 15T a jeden pracovní vůz typu Tatra T3M. Kromě toho vozovna disponuje dvěma vozy Tatra T6A5 a čtyřmi vozy T3M určenými pro provoz na nostalgické lince, kde doplňují základ vypravovaný ze Střešovic